# Spitfire (singel)
Spitfire – tytuł utworu i szesnastego singla brytyjskiego zespołu The Prodigy. Był trzecim i ostatnim singlem promującym album Always Outnumbered, Never Outgunned, na którym był utworem numer 1. Singiel został wypuszczony na CD w dniu 11 kwietnia 2005 roku. Reżyserem teledysku do tego utworu był Tim Qualtrough.

## Lista utworów
1. "Spitfire" (05 Version) – 3:27
2. "Spitfire" (Nightbreed Mix) – 6:10
3. "Spitfire" (Future Funk Squad's 'Dogfight' Remix) – 7:27